# Кремс (футбольный клуб)
«Кремс» (нем. Kremser SC) — австрийский футбольный клуб из города Кремс-ан-дер-Донау.
Основан 24 августа 1919 года. С 2022 года выступает в Региональной лиге Австрии. Домашний стадион — «Зепп-Долль-Штадион», вместимость — 10 000 зрителей.
В 1930 году стал победителем любительского чемпионата Австрии.
Участник чемпионатов Австрии в высшем дивизионе в сезонах 1956/57—1959/60, 1989/90—1991/92.
Обладатель кубка Австрии 1987/88. В финале по сумме двух матчей была одержана победа над клубом «Сваровски-Тироль» за счёт правила выездного гола: 2:0 — дома, 1:3 — в гостях. В матче за Суперкубок страны «Кремс» проиграл венскому «Рапиду» в серии послематчевых пенальти (1:3, основное и дополнительное время завершилось вничью 1:1)
Победа в Кубке Австрии позволила клубу принять участие в розыгрыше Кубка обладателей кубков в сезоне 1988/89, где «Кремс» выбыл из борьбы в первом раунде от клуба «Карл Цейсс» (Йена, ГДР) — поражение 0:5 в гостях в первом матче, победа дома 1:0 в ответном.
Известные игроки: Ханс Кранкль, Марио Кемпес. Известные тренеры: Роберт Динст, Эрнст Вебер (под руководством последнего «Кремс» выиграл Кубок Австрии в 1988 году).

## Достижения
- Обладатель кубка Австрии: 1987/88
- Участник суперкубка Австрии: 1988